# Johann Frischmuth (Orientalist)

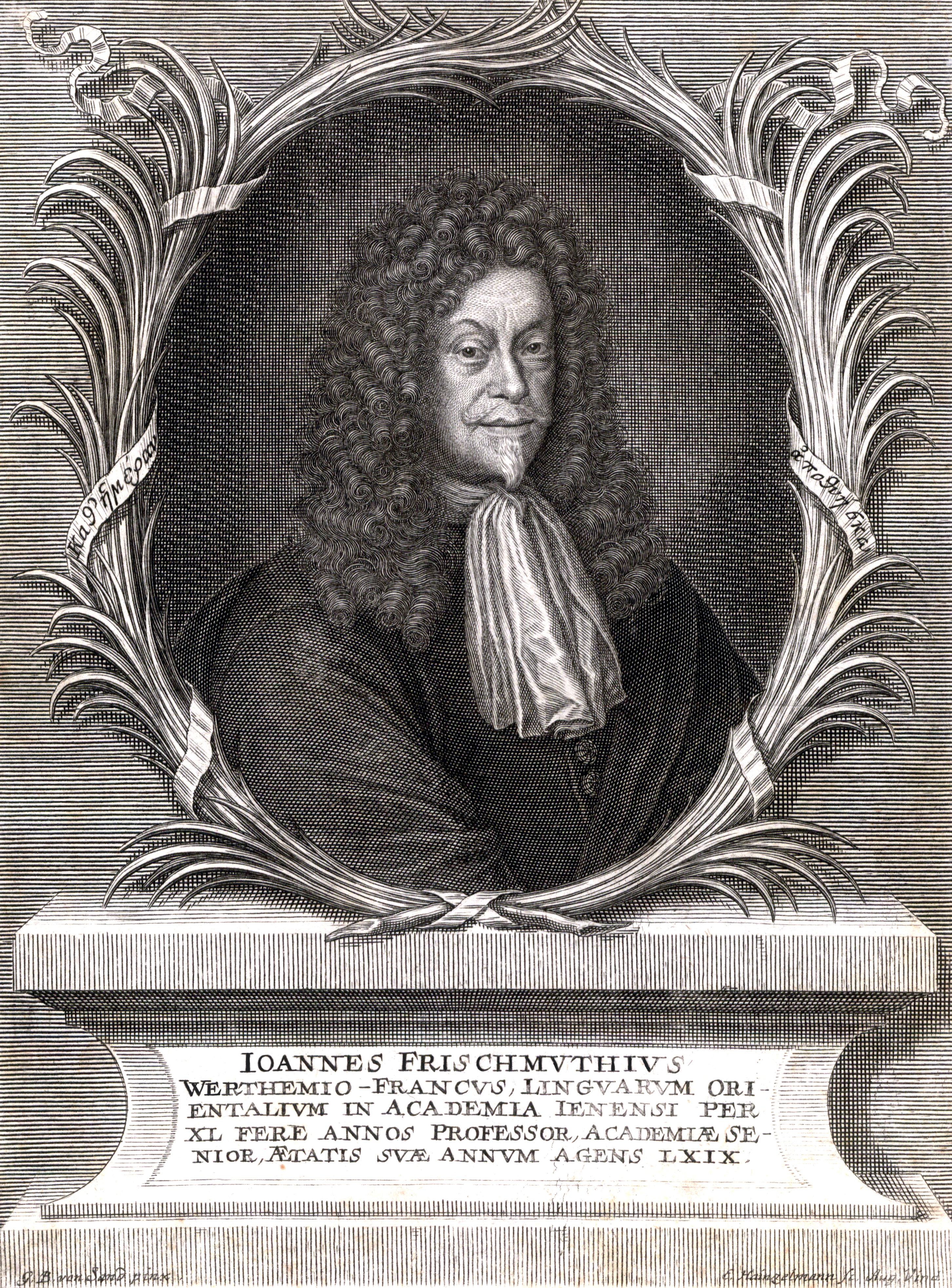
Johann Frischmuth

Johann Frischmuth (* 18. März 1619 in Wertheim; † 19. August 1687 in Jena) war ein deutscher Orientalist.

## Leben
Frischmuth war ein Sohn des Bäckers Johann Frischmuth und dessen Frau Margaretha Buttel. Die Pest nötigte ihn Wertheim zu verlassen. Er gelangte in den Ort Reichenholz, wo er vom dortigen Pfarrer unterrichtet wurde. Seine Studien begann er an der Universität Altdorf, wo er sich am 5. November 1636 immatrikuliert hatte. Vor allem der Polyhistor Christoph Adam Rupert (1612–1647) und vom Philologen Theodor Hackspan (1607–1659) erhielt anregende Elemente in seiner Ausbildung vermittelt. So erwarb er sich 1639 den akademischen Grad eines Magisters der philosophischen Wissenschaften. Im Wintersemester 1645 wechselte er an die Universität Jena, wo er die Vorlesungen der dortigen theologischen und philosophischen Fakultät besuchte. Dabei konnte besonders Johann Tobias Major einen großen Einfluss auf ihn ausüben, dessen Bibliothek er nutzen konnte.
Nachdem er die Dissertation de praeceptis Noachidarum verteidigt hatte, hielt er Vorlesungen an der Jenaer Hochschule. Als 1647 Johannes Müller versuchte, ihn als Lehrer für die Gelehrtenschule des Johanneums in Hamburg zu gewinnen, wirkte man dem in Jena entgegen. Stattdessen erhielt er im gleichen Jahr das Rektorat der Stadtschule in Jena, denn man war gewillt, den sprachbegabten Frischmuth in Jena zu binden. Neben seinem Rektorat hielt er auch Vorlesungen an der Jenaer Salana, daher übertrug man ihm 1649 die außerordentliche Professur der orientalischen Sprachen. Hier wirkte er gemeinsam mit Paul Slevogt an der philologischen Weiterentwicklung der Bildungseinrichtung. 1652 erhielt er zudem die ordentliche Professur für Poesie. Als Slevogt 1655 gestorben war, legte er seine Professuren nieder und übernahm dessen Aufgabe als ordentlicher Professor der griechischen und hebräischen Sprache. Er beteiligte sich auch an den organisatorischen Aufgaben der Jenaer Salana. So war mehrfach Dekan der philosophischen Fakultät und im Sommersemester 1653 sowie 1673 Rektor der Alma Mater. Sein Leichnam wurde am 22. August 1687 in Jena beigesetzt und am 24. August des Jahres hielt man dem philologischen Messias eine Gedenkfeier.

## Familie
Frischmuth war zwei Mal verheiratet. Seine erste Ehe schloss er am 10. November 1648 in Jena mit Anna Maria Slevogt (* 9. Mai 1630 in Jena; † 9. Juni 1672 ebd.), die Tochter des Jenaer Professors Paul Slevogt und dessen Frau Ursula Freyer. Nach ihrem Tod schloss er eine zweite Ehe mit Magdalena Pascas. Aus erster Ehe stammen fünf Söhne und sieben Töchter. Von diesen verstarben ein Sohn und drei Töchter jung. Von den anderen Kindern dieser Ehe kennt man:
- Regina Maria Frischmuth verh. 20. November 1666 in Jena mit Friedemann Bechmann
- Barbara Catharina Frischmuth (* 20. Dezember 1651 in Jena; † 4. September 1679 ebd.)[5] verh. 21. November 1670 mit dem Rektor in Arnstadt und Zeitz Mag. Johann K(C)rause (* 25. Juni 1640 in Thum bei Annaberg; † 6. Februar 1676 in Zeitz)[6]
- Johann Ernst Frischmuth (* 17. April 1653 in Jena; † 10. Februar 1718 in Remda) verh. mit Barbara Elisabeth Kellner (* 17. Februar 1651 in Haynsburg bei Zeitz; † 13. Dezember 1724 in Remda)[7]
- Johann Frischmuth († 8. September 1720 in Jena) akadem. Sekretär[8]
- Ernst Gottfried Frischmuth
- Catharina Elisabeth Frischmuth
- Anna Justina Frischmuth